# Wiener Kriminalmuseum
Das Wiener Kriminalmuseum ist ein Museum im 2. Wiener Gemeindebezirk, der Leopoldstadt, im gleichnamigen Bezirksteil.

## Standort
Das Ende 1991 aus dem Kriminalpolizeilichen Museum der Bundespolizeidirektion Wien (gegründet 1984), Nachfolger des ehem. k.k. Polizeimuseums (gegründet 1899), am heutigen Standort hervorgegangene  Museum befindet sich im Seifensiederhaus, einem der ältesten Häuser im 2. Bezirk, in der Großen Sperlgasse 24 (bis 1862:  Herrengasse 297). Es steht dort, wo sich zuvor in der (vertriebenen) Judengemeinde das Gemeindehaus befunden hatte, und wurde (bezeichnet am Keilstein des Portals) 1685 errichtet. Der Name des Hauses beruht darauf, dass es 1794 von einem Seifensieder gekauft wurde. Heute liegt das Museum etwa zwischen Karmelitermarkt und Leopoldskirche.
Im Innenhof des Gebäudes befindet sich ein Kaffeehaus.

## Ausstellung

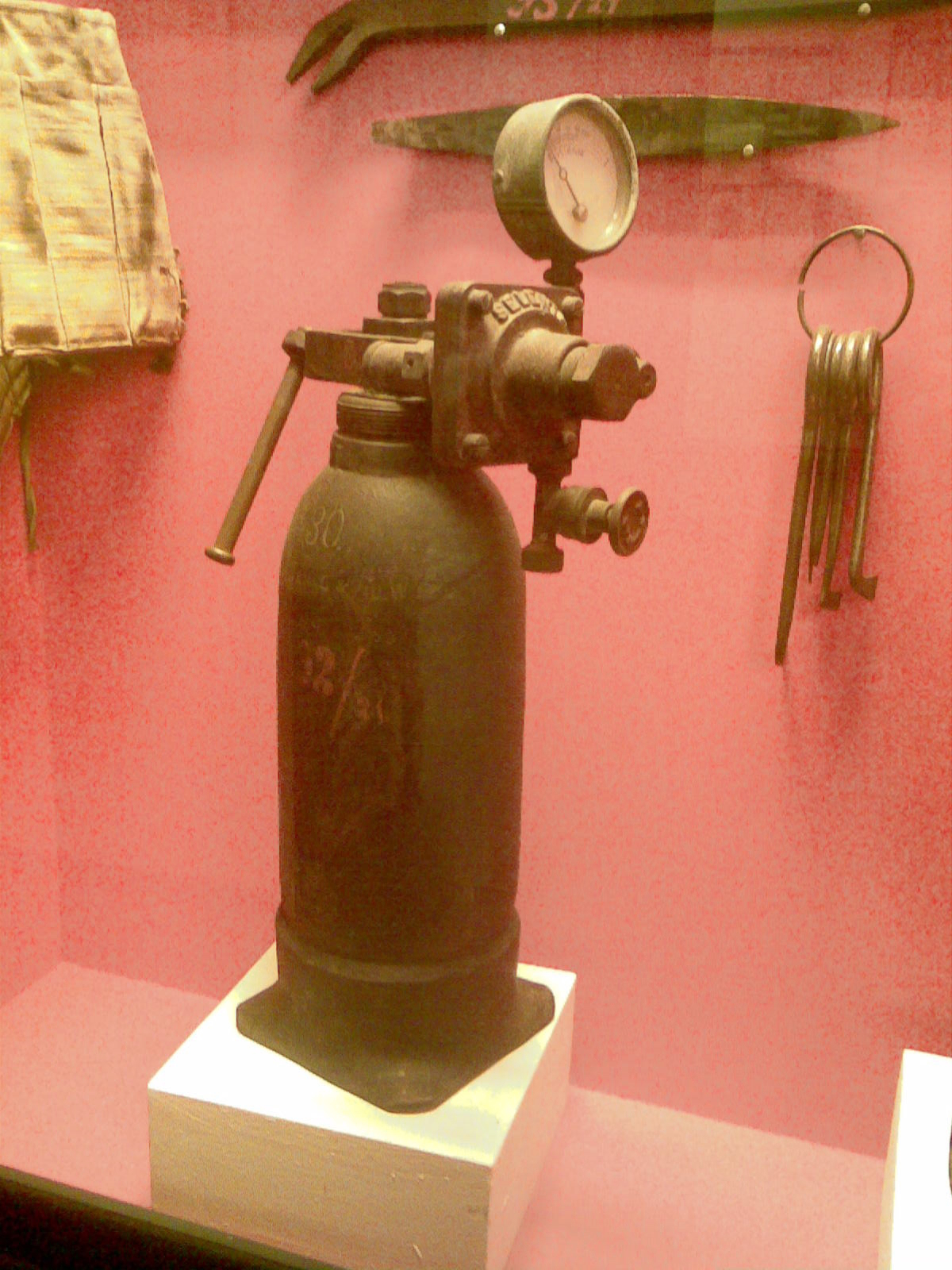
Einbruchswerkzeuge des legendären „Einbrecherkönigs“ Breitwieser

Das Museum besteht aus 20 Räumen, in denen die Geschichte der Justiz, des Polizeiwesens und auch die Kriminalität vom Mittelalter bis in die neue Zeit präsentiert wird. Es werden mittelalterlicher Strafvollzug und die letzten öffentlichen Hinrichtungen in Wien dargestellt. Weiters werden einzelne interessante Kriminalfälle wie der des Giftmörders Hofrichter oder der Fall Josefine Luner aus der Zwischenkriegszeit gezeigt.
Zu den Exponaten zählen zahlreiche Originaldokumente und Reproduktionen zu Kriminalfällen, Tatortfotos und Gerichtstexte sowie Körperteile von hingerichteten Verbrechern, u. a. die Köpfe von Juliana Hummel, Franz Zaglauer von Zahlheim und von Franz Hebenstreit. Nach Protesten wurde Hebenstreits Kopf 2012 aus der Sammlung entfernt. Ebenfalls ausgestellt ist das Skelett der „schönsten Mörderin Wiens“, Theresia Kandl, die im Dezember 1808 ihren gewalttätigen Ehemann mit einer Axt erschlug und dafür als erste Frau in Wien am 16. März 1809 am Galgen endete.
Auch moderne Exponate sind im Kriminalmuseum finden, wie etwa die Jacke des Attentäters des 1981 erschossenen SPÖ-Stadtrats Heinz Nittel oder die blutbefleckte Kleidung der Opfer des Prostituiertenmörders Jack Unterweger.
Direktor des Museums ist Harald Seyrl, der seit 1984 mit der Materie befasst war, den Standort des Museums vorschlug und das Haus seit 1991 leitet.